# Annick Kamgang
Annick Kamgang alias Kam, née en 1977 à Yaoundé, est une artiviste, dessinatrice de presse, et autrice de bande dessinée franco-camerounaise.

## Biographie
Annick Kamgang est fille d'une mère française originaire des Antilles et d'un père politicien panafricain camerounais des années 1990. Elle passe une grande partie de son enfance à Bangui, où travaille son père en tant que fonctionnaire de l'État du Cameroun détaché en Centrafrique. À l'âge de 14 ans, elle quitte le pays à la suite de la mise en retraite anticipée de son père, qui retourne alors au Cameroun. Annick Kamgang et sa mère se rendent alors aux Antilles. En 2000, elle s'installe en France afin de poursuivre ses études et s'inscrit à l'Université de Nanterre.
Annick Kamgang, influencée par l'engagement politique de son père, décide de suivre ses traces en se lançant dans le dessin de presse. Son travail est rapidement remarqué, et elle contribue à plusieurs publications telles que L’Express, L’Opinion, Peuples Solidaires, Jeune Afrique, Le Monde Afrique, la fondation Africa France et L’Institut Français.
Son premier album de bandes dessinées, intitulé Lucha qui retrace du mouvement lutte pour le changement est un projet supporté par Amnesty International en partenariat avec Jeune Afrique et La Boîte à Bulles. La sortie de cette bande dessinée marque un tournant dans la carrière de Kam. Il représente non seulement son premier ouvrage dans le domaine de la BD, mais également sa première collaboration avec une journaliste. Cette collaboration témoigne de sa volonté de mêler l'art visuel et le journalisme pour aborder des questions politiques et sociales.

## Œuvres

### Bandes dessinées
- Les jumeaux Kouame et Kimia, 2015[5],[6].
- Lucha, chronique d’une révolution sans armes, coécrit avec Justine Braban, Amnesty International, La Boîte à Bulle, 2018[7].
- Agir pour le genre. Paroles et pratiques d’actrices et d’acteurs, : F3E, 2023[8].
- La justice contre la force, coécrit avec Laurence d'Hondt, 2024[9].

### Dessins de presse
- Massacres de Beni en RD Congo[10].
- Macron au Mali : et maintenant on fait quoi ?, 2017[11].